# Lista das áreas urbanas da União Europeia
Esta é uma lista de todas as áreas urbanas da União Europeia que têm, cada uma, mais de 750 000 habitantes em 2011.
Esta lista é uma tentativa de apresentar uma lista coerente dos valores populacionais das áreas urbanas na União Europeia. Todos os dados aqui foram compilados pela Wendell Cox.

## Considerações importantes
- Esta é uma lista das áreas urbanas, pelo que não é uma lista das áreas metropolitanas. As áreas urbanas são áreas edificadas contíguas, onde os edifícios não têm, tipicamente, mais de 200 m de distância uns dos outros (não contabilizando os rios, parques, estradas, áreas industriais, etc.) A área metropolitana é o conjunto da área urbana com as cidades-satélite à sua volta, incluindo as terras agrícolas que separam a área urbana das cidades-satélite.
- Esta é uma lista das áreas urbanas, pelo que não é uma lista de cidades administrativas. A lista abaixo contém, por exemplo, a área urbana de Lille-Kortrijk. Lille e Kortrijk continuam a ser duas cidades muito distintas, cada uma pertencente a um país, cultura e área linguística diferente.

## Áreas urbanas com mais de 750.000 habitantes
| Posição | Área urbana                          | País            | População  | Densidade (por km²) | Taxa de crescimento anual (%) |
| ------- | ------------------------------------ | --------------- | ---------- | ------------------- | ----------------------------- |
| 1       | Paris                                | França          | 10.485.000 | 3.400               | 0,83                          |
| 2       | Londres                              | Reino Unido     | 8.585.000  | 5.100               | 0,07                          |
| 3       | Vale do Ruhr (Ruhrgebiet)            | Alemanha        | 7.295.000  | 2.800               | 0,01                          |
| 4       | Madrid                               | Espanha         | 5.410.000  | 5.500               | 0,27                          |
| 5       | Milão                                | Itália          | 4.360.000  | 1.800               | -0,16                         |
| 6       | Barcelona                            | Espanha         | 4.210.000  | 5.100               | 0,12                          |
| 7       | Berlim                               | Alemanha        | 3.450.000  | 3.500               | 0,00                          |
| 8       | Atenas                               | Grécia          | 3.265.000  | 4.800               | 0,29                          |
| 9       | Nápoles                              | Itália          | 3.020.000  | 3.900               | -0,13                         |
| 10      | Lisboa                               | Portugal        | 2.870.208  | 3.100               | 0,39                          |
| 11      | Roma                                 | Itália          | 2.715.000  | 3.200               | -0,16                         |
| 12      | Katowice (Metrópole da Alta Silésia) | Polónia         | 2.700.000  | 3.400               | 0,11                          |
| 13      | Frankfurt                            | Alemanha        | 2.300.000  | 3.400               | 0,50                          |
| 14      | West Midlands (Grande Birmingham)    | Reino Unido     | 2.290.000  | 3.800               | -0,03                         |
| 15      | Grande Manchester                    | Reino Unido     | 2.240.000  | 4.000               | -0,03                         |
| 16      | Roterdão-Haia                        | Países Baixos   | 2.105.000  | 2.500               | 0,39                          |
| 17      | Colónia-Bona                         | Alemanha        | 2.055.000  | 2.200               | 0,50                          |
| 18      | Bucareste                            | Roménia         | 1.930.000  | 6.800               | 0,10                          |
| 19      | Bruxelas                             | Bélgica         | 1.900.000  | 2.500               | 0,02                          |
| 20      | Hamburgo                             | Alemanha        | 1.790.000  | 2.500               | 0,43                          |
| 21      | Porto                                | Portugal        | 1.737.395  | 1.100               | 1,05                          |
| 22      | Viena                                | Áustria         | 1.715.000  | 3.800               | 1,04                          |
| 23      | Varsóvia                             | Polónia         | 1.710.000  | 3.100               | 0,67                          |
| 24      | Budapeste                            | Hungria         | 1.700.000  | 1.900               | -0,19                         |
| 25      | Leeds-Bradford                       | Reino Unido     | 1.540.000  | 4.100               | 0,24                          |
| 26      | Lyon                                 | França          | 1.475.000  | 1.500               | 0,50                          |
| 27      | Marselha--Aix-en-Provence            | França          | 1.470.000  | 1.200               | 0,46                          |
| 28      | Munique                              | Alemanha        | 1.350.000  | 2.900               | 0,72                          |
| 29      | Turim                                | Itália          | 1.315.000  | 2.700               | -0,16                         |
| 30      | Estocolmo                            | Suécia          | 1.285.000  | 3.300               | 0,58                          |
| 31      | Estugarda                            | Alemanha        | 1.270.000  | 3.000               |                               |
| 32      | Grande Glasgow                       | Reino Unido     | 1.200.000  | 3.300               | 0,07                          |
| 33      | Copenhaga                            | Dinamarca       | 1.180.000  | 2.600               | 0,04                          |
| 34      | Sófia                                | Bulgária        | 1.175.000  | 5.700               | 0,78                          |
| 35      | Praga                                | Chéquia         | 1.150.000  | 4.000               | -0,07                         |
| 36      | Helsínquia                           | Finlândia       | 1.125.000  | 2.300               | 0,81                          |
| 37      | Dublin                               | Irlanda         | 1.115.000  | 2.400               | 1,14                          |
| 38      | Lille-Kortrijk                       | França, Bélgica | 1.050.000  | 2.200               | 0,50                          |
| 39      | Amesterdão                           | Países Baixos   | 1.050.000  | 2.500               | 0,41                          |
| 40      | Nuremberga                           | Alemanha        | 1.020.000  | 3.000               |                               |
| 41      | Nice                                 | França          | 980.000    | 1.400               | 0,52                          |
| 42      | Antuérpia                            | Bélgica         | 960.000    | 1.500               | 0,05                          |
| 43      | Łódź                                 | Polónia         | 910.000    | 5.100               | -0,67                         |
| 44      | Toulouse                             | França          | 905.000    | 1.100               | 0,72                          |
| 45      | Tyneside                             | Reino Unido     | 890.000    | 4.200               | 0,16                          |
| 46      | Palermo                              | Itália          | 875.000    | 6.000               | 0,12                          |
| 47      | Bordéus                              | França          | 845.000    | 800                 | 0,60                          |
| 48      | Tessalónica                          | Grécia          | 840.000    | 4.300               | 0,39                          |
| 49      | Área urbana de Liverpool             | Reino Unido     | 815.000    | 4.400               | 0,11                          |
| 50      | Valência                             | Espanha         | 810.000    | 3.000               | 0,29                          |
| 51      | Gdańsk (Trójmiasto)                  | Polónia         | 775.000    | 5.000               |                               |
| 52      | Cracóvia                             | Polónia         | 760.000    | 3.500               |                               |
| 53      | Florença                             | Itália          | 750.000    | 2.800               |                               |
| 54      | Riga                                 | Letônia         | 750.000    | 2.900               |                               |
| 55      | Bilbau                               | Espanha         | 750.000    | 5.800               |                               |
| 56      | Sevilha                              | Espanha         | 750.000    | 5.600               |                               |